# 村木嵐
村木 嵐（むらき らん、1967年9月24日 - ）は、日本の小説家。

## 経歴
京都府京都市生まれ。京都大学法学部卒業。大学卒業後、会社勤務を経て1995年より司馬遼太郎家の家事手伝いとなる。後に司馬遼太郎記念財団理事長で司馬夫人である福田みどりの個人秘書を務める。筆名は多趣味からついたあだ名「むら気乱子さん」が由来。
2010年、『マルガリータ』で第17回松本清張賞受賞。

## 受賞歴
- 2006年 - 『みどりとサンタ』でグリーンサンタストーリー大賞受賞（南野泉名義）
- 2010年 - 『マルガリータ』で第17回松本清張賞受賞
- 2023年 - 『まいまいつぶろ』で第12回日本歴史時代作家協会賞作品賞、第13回本屋が選ぶ時代小説大賞受賞

## 作品

### 単行本
- 『マルガリータ』（文藝春秋、2010年6月／文春文庫、2013年6月）第17回松本清張賞受賞。主人公は千々石ミゲル
- 『船を待つ日 小阪屋お嬢の江戸見廻り始末』（中央公論新社、2012年6月／中公文庫、2014年5月）
- 『遠い勝鬨』（文藝春秋、2012年2月）主人公は松平信綱
- 『雪に咲く』（PHP研究所、2013年12月／PHP文芸文庫、2018年1月）主人公は小栗正矩
- 『多助の女』（実業之日本社、2013年5月）
- 『風を待つ日 古物屋お嬢と知恵伊豆様の落書き』（中央公論新社、2014年6月）
- 『島津の空 帰る雁』（中央公論新社、2015年12月）島津義久ら島津家の人物を描いた連作
- 『頂上至極』（幻冬舎、2015年10月／幻冬舎時代小説文庫、2020年6月）主人公は平田靱負
- 『地上の星』（文藝春秋、2016年9月）
- 『火狐 八丁堀捕物始末』（実業之日本社文庫、2016年1月）
- 『やまと錦』（光文社、2017年1月）主人公は井上毅
- 『夏の坂道』（潮出版社、2019年3月／潮文庫、2021年7月）主人公は南原繁
- 『せきれいの詩』（幻冬舎、2020年6月／幻冬舎時代小説文庫、2022年12月）
- 『天下取』（光文社、2020年3月）短編集
- 『阿茶』（幻冬舎、2022年3月／幻冬舎時代小説文庫、2023年12月）主人公は阿茶（徳川家康側室）
- 『にべ屋往来記』（文藝春秋、2022年1月）
- 『まいまいつぶろ』（幻冬舎、2023年5月）第12回日本歴史時代作家協会賞作品賞受賞。第13回本屋が選ぶ時代小説大賞受賞。第170回直木賞候補。主人公は徳川家重
- 『まいまいつぶろ 御庭番耳目抄』（幻冬舎、2024年5月）
- 『またうど』（幻冬舎、2024年9月）主人公は田沼意次
- 『いつかの朔日』（集英社、2024年11月）主人公は竹千代（徳川家康）

### 文庫本
- 『地上の星』（文春文庫、2024年6月）
- 『阿茶』（幻冬舎時代小説文庫、2023年12月）
- 『せきれいの詩』（幻冬舎時代小説文庫、2022年12月）
- 『夏の坂道』（潮文庫、2021年7月）
- 『火狐 八丁堀捕物始末』（実業之日本社文庫、2016年1月）
- 『頂上至極』（幻冬舎時代小説文庫、2020年6月）
- 『雪に咲く』（PHP文芸文庫、2018年1月）
- 『船を待つ日 小阪屋お嬢の江戸見廻り始末』（中公文庫、2014年5月）
- 『マルガリータ』（文春文庫、2013年6月）

### 雑誌等掲載作品
- 「姫虫」（オール讀物2021年3・4月合併号）
- 「女の文　にべ屋」（オール讀物2020年6月号）
- 「家出老」（オール讀物2020年2月号）
- 「村木嵐さんと歌う　梁塵秘抄」（京都新聞毎週連載：2018年10月1日第１回〜2019年4月29日第31回）
- 「鉄炮一挺」（小説宝石2019年11月号）→『天下取』（光文社、2020年3月）に収録
- 「残る幸」（小説宝石2019年9月号）→『天下取』（光文社、2020年3月）に収録
- 「如春様」（小説宝石2019年4月号）→『天下取』（光文社、2020年3月）に収録
- 「春の国」（小説宝石2018年10月号）→『天下取』（光文社、2020年3月）に収録
- 「動かざる」（小説宝石2018年7月号）→『天下取』（光文社、2020年3月）に収録
- 「天下取」（小説宝石2018年4月号）→『天下取』（光文社、2020年3月）に収録
- 「いつかの朔日」（小説すばる2014年2月号）
- 「長屋まで」（小説すばる2013年5月号）
- 「てんぷく」（オール讀物2013年3月号）
- 「火狐多助（後）」〈盗賊・火狐の正体〉シリーズ⑥・完（月刊ジェイ・ノベル2013年2月号）
- 「火狐多助（前）」〈盗賊・火狐の正体〉シリーズ⑤（月刊ジェイ・ノベル2012年11月号）
- 「お狐さま」〈盗賊・火狐の正体〉シリーズ④（月刊ジェイ・ノベル2012年8月号）
- 「仕官の花」（オール讀物2012年7月号）
- 「迷子札」〈盗賊・火狐の正体〉シリーズ③（月刊ジェイ・ノベル2012年5月号）
- 「伊賀上野城」（オール讀物2012年5月号）
- 「商売勘定」〈盗賊・火狐の正体〉シリーズ②（月刊ジェイ・ノベル2012年2月号）
- 「多助の女」〈盗賊・火狐の正体〉シリーズ①（月刊ジェイ・ノベル2011年10月号）
- 「どちへんなし」（オール讀物2011年6月号）
- 「地獄染」（小説現代2011年5月号）
- 「読書の秋の、その前に」（小説現代2010年11月号）
- 「一番手柄」（オール讀物2010年11月号）
- 「談話室の『ドキドキ』」（月刊ジェイ・ノベル2010年10月号）
- 「いすず橋」（オール讀物2010年6月号）
- 「最晩年の司馬先生との三ヶ月」（週刊司馬遼太郎6「坂の上の雲」の世界、2010年3月）
- 「あかるの保元」（小説すばる2019年5月号）
- 「女の文 にべ屋」（オール讀物2020年6月号）

### 対談等
- 「笠置シヅ子と南原繁——『ブギウギ』が結んだ同郷人の魂の交流」（砂古口早苗との対談、潮2023年10月号108-115頁）